# Georges Koskas
Pour les articles homonymes, voir Koskas.
Georges Koskas est un peintre français, né le 6 juillet 1922 à La Marsa (Tunisie) et mort à Clichy le 29 août 2013.

## Biographie
Établi à Paris depuis 1946, il est l'élève d'André Lhote et de Fernand Léger. Il est l'un des représentants les plus originaux de l'abstraction géométrique en France dans les années 1940 et 1950. Vers la fin des années 1950, il retourne vers la peinture figurative.
Ancien élève de l'IDHEC (troisième promotion entrée en 1946), il a réalisé les décors des films de Jacques Baratier, Goha et La Poupée.

## Expositions
- Galerie Colette Allendy, 1950, exposition MADI avec Carmelo Arden Quin, Gregorio Vardanega, Bresciani, Eielson, Roger Desserprit, Chaloub, Guy Lerein
- Salon des réalités nouvelles, 1951 ; 1954
- Galerie Suzanne Michel, Paris, Février 1952, MADI avec Erminy, Omar Carreno, Luis Guevara, Guy-Claude Lerein, Jesus Rafael Soto[3]
- Musée de Grenoble, 1998
- Musée de Mâcon, 1999
- Musée des beaux-arts de Rouen, 2008-2009